# Best of Vanilla Ninja
Best of Vanilla Ninja is een album met hoogtepunten van de Estse meidenband Vanilla Ninja uit 2005 dat bestaat uit dertien nummers afkomstig van de albums Traces of Sadness en Blue Tattoo. Het album is uitgekomen in meerdere landen in Centraal-Europa en haalde niet de top 100 in Duitsland, Oostenrijk en Estland. De hoogste positie in Zwitserland was nummer 70.
Best of Vanilla Ninja was een controversieel album doordat de groep Bros Records al had verlaten toen het door deze platenmaatschappij uitgebracht werd. Het album werd uitgebracht zonder de leden van de band in te lichten, die pas wisten dat het album bestond toen het uitkwam. Best Of Vanilla Ninja wordt over het algemeen gezien als een project puur om het geld van hun vroegere manager David Brandes, die tegenwoordig een slechte relatie met de groep heeft. In interviews in de weken rond de verschijning van het album, riep Vanilla Ninja-lid Piret Järvis hun fans op het album niet te kopen, omdat ze hiermee de Bros Records zouden helpen. Omdat de interviews erg bekend waren in Estland, zal dit waarschijnlijk de reden zijn geweest dat het album slechte verkoopcijfers en resultaten in de hitlijsten boekte.
Het album was, zoals uit de naam al blijkt, eigenlijk een verzamelalbum van de grootste hits van de groep sinds de internationale doorbraak in 2004. Op het album stonden geen nieuwe nummers, en alle nummers waren opgenomen tussen eind 2003 en begin 2005. Op het album stonden bijna al hun singles, inclusief "Tough Enough", "When The Indians Cry", "I Know" en hun inzending voor het Eurovisiesongfestival 2005, "Cool Vibes".
Er stonden geen nummers op van hun debuutalbum Vanilla Ninja, hoogstwaarschijnlijk omdat dit album uitgebracht werd door TOP TEN en niet door Bros Records. Dit betekent dat hun debuutsingle "Club Kung Fu" er niet op stond. Het album wordt door recensenten over het algemeen negatief beoordeeld, vooral omdat de band een veel te korte carrière had om al een album met hoogtepunten uit te brengen (de helft van alle nummers op de twee albums staat ook op dit album). Dit is waarschijnlijk ook een reden voor de slechte resultaten en waarom het gezien wordt als een onofficieel project voor het geld.
Op de cover van Best Of Vanilla Ninja staan de oorspronkelijke bandleden van Vanilla Ninja, met een afbeelding van Maarja Kivi in plaats van Triinu Kivilaan, ondanks dat de eerstgenoemde de groep halverwege 2004 verliet. Waarschijnlijk was dit omdat Kivi bij Bros is geregistreerd als soloartiest en door haar op de cover te zetten kon haar single "Could You" worden gepromoot.

## Nummers
- Tough enough 3:22
- Don't go too fast 3:11
- When the indians cry 3:31
- Blue tattoo 4:08
- Cool vibes 4:05
- My puzzle of dreams 3:22
- Never gotta know 3:15
- Traces of sadness 3:21
- Liar 3:36
- Don't you realize 3:49
- I know 3:17
- Corner of my mind 3:37
- Destroyed by you 3:51
- Tough enough (extended version) 6:24
- Blue tattoo (extended version) 9:20
- The megamix (extended version) 6:29